# Manto primitivo

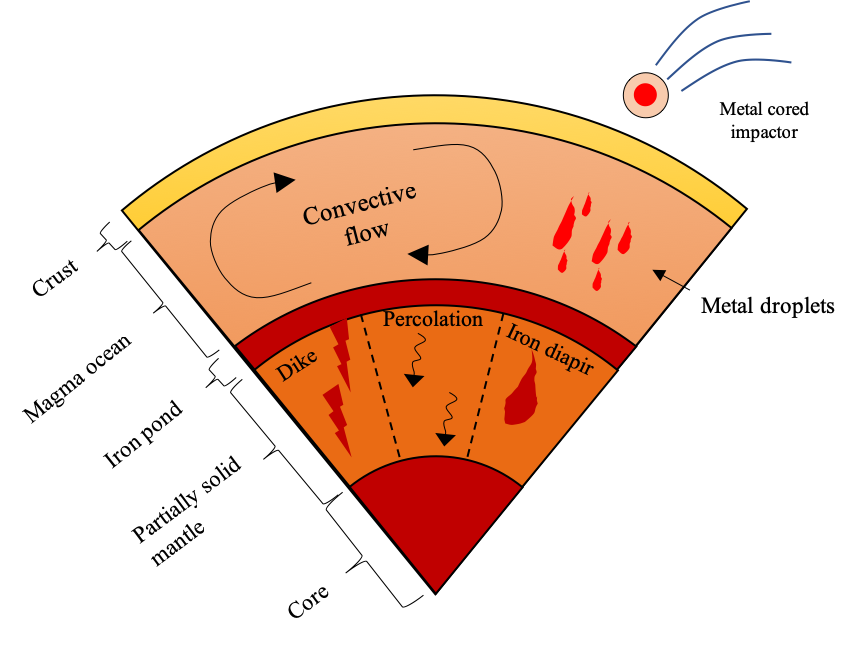
Hipótesis de procesos de diferenciación entre el núcleo y el manto: hundimiento de gotas metálicas (emulsión), percolación, formación de diques y diapirismo del hierro.

El manto primitivo es, en geoquímica, un depósito hipotético con la composición de la corteza terrestre y el manto juntos. 
La hipótesis científica actualmente aceptada es que la Tierra se formó por la acumulación de material con una composición condrítica. Aún durante la fase de acreción, comenzó la diferenciación planetaria, dando lugar al núcleo de la Tierra, donde se acumularon elementos siderófilos metálicos pesados. Alrededor había un manto indiferenciado (en esta etapa), el manto primitivo. Posteriormente, se produciría una mayor diferenciación, creando los diferentes depósitos químicos de la corteza y el manto, con elementos incompatibles que se acumulan en la corteza. 
Hoy la diferenciación aún continúa en el manto superior. Los depósitos agotados en elementos litófilos se denominan agotados, las partes indiferenciadas "frescas" del manto se denominan enriquecidas o primitivas. El apellido es confuso, pero deriva del hecho de que tales depósitos son comparables en composición al manto primitivo. Las rocas volcánicas de las zonas críticas suelen tener una composición primitiva. Debido a que se supone que el magma en los puntos críticos fue llevado a la superficie desde las regiones más profundas del manto por las plumas del manto, los geoquímicos suponen que debe haber un depósito relativamente cerrado de composición muy primitiva en algún lugar del manto inferior. Una de las hipótesis es que se trata de la llamada capa D" en el límite núcleo-manto. 
La hipótesis de la acumulación tardía sugiere que se agregaron materiales específicos en la superficie de fuentes externas adicionales. Hay argumentos en contra de esta hipótesis.